# Amnesty International Algérie
Amnesty international Algérie (AI Algérie), est la section algérienne de l'ONG Amnesty International. Créée en 1990, elle a le statut d'association nationale régie par la loi des associations 12/06. Son siège est basé à Alger.

## Historique
Bien que l'idée de création d'une section d'Amnesty International en Algérie remonte bien avant à 1990, notamment avec des contacts entre le secrétariat international basé à Londres et des juristes et des militants algériens (à savoir des détenus du printemps berbère 1980 et des membres fondateurs de la première Ligue algérienne pour la défense des droits de l'homme), la section n'a vu le jour qu'en 1990 avec l'ouverture qu'a connu le pays après les événements d'octobre 1988. Quelques années après sa création, la jeune section d'Amnesty International connaît une crise interne dans le contexte de la « décennie noire ». La première a lieu après l'assassinat de Mohamed Boudiaf, quand des militants ont remis leur démission : en effet, contrairement aux principes d'Amnesty International qui est contre la peine capitale, ces militants souhaitaient l'exécution de l'assassin de Boudiaf. La deuxième crise fait suite aux rapports annuels d'Amnesty International évoquant un « mouvement d'opposition politique » pour parler des islamistes, et qui considéraient que le terrorisme islamiste était une réponse à la spoliation de la victoire des islamistes aux élections législatives de 1991.
Interrogé par un journaliste sur les rapports d'Amnesty, le président Bouteflika avait déclaré lors d'une conférence de presse après son élection en 1999 : « Notre maison est en verre et tout le monde peut venir, même Amnesty international ». Aujourd'hui, la section dit ne pas subir des pressions de la part des autorités mais les enquêteurs d'Amnesty International n'arrivent toujours pas à obtenir des visas pour l'Algérie.

## Amnesty International Algérie aujourd'hui
Depuis 2012, la section connaît une stabilité qui a conduit à la restructuration de l'organisation et de son déploiement sur le territoire algérien ou plusieurs antennes ont été créés. La section est dirigée par un bureau exécutif composé de 7 personnes élues par les membres lors d'une assemblée générale, et le secrétariat national composé de salariés et de bénévoles et stagiaires.

## Objectifs et actions
Amnesty international Algérie travaille notamment sur les thématiques : liberté d'expression, migrants et réfugiés, droits des femmes. Elle mène des actions d'éducation aux droits de l'homme, collecte de signatures pour des pétitions, et interpelle le gouvernement via des correspondances et des communiqués de presse.